# Större kristallsnäcka
Större kristallsnäcka (Vitrea crystallina) är en snäckart som först beskrevs av Otto Friedrich Müller 1774.  Större kristallsnäcka ingår i släktet Vitrea, och familjen kristallsnäckor. Enligt den finländska rödlistan är arten sårbar i Finland. Arten är reproducerande i Sverige. Artens livsmiljö är lundskogar.